# كريستوفوروس كارالمبوس
كريستوفوروس كارالمبوس (باليونانية: Χριστόφορος Χαραλάμπους)‏ هو لاعب كرة قدم قبرصي في مركز ظهير ‏، ولد في 9 يوليو 1992 في نيقوسيا في قبرص الشمالية. شارك مع منتخب قبرص تحت 21 سنة لكرة القدم. أما مع النوادي، فقد لعب مع نادي أومونيا.

## وصلات خارجية
- كريستوفوروس كارالمبوس على موقع الاتحاد الأوربي (الإنجليزية)
- كريستوفوروس كارالمبوس على موقع قاعدة بيانات كرة القدم.إي يو (الإنجليزية)
- كريستوفوروس كارالمبوس على موقع Soccerway.com (الإنجليزية)